# كريستيان فايدلر
كريستيان فايدلر (بالألمانية: Christian Fiedler)‏ (27 مارس 1975 ببرلين في ألمانيا - ) هو لاعب كرة قدم ألماني في مركز حراسة المرمى. شارك مع منتخب ألمانيا تحت 16 سنة لكرة القدم ومنتخب ألمانيا تحت 21 سنة لكرة القدم. أما مع النوادي، فقد لعب مع نادي هرتا برلين وHertha BSC II ‏.

## وصلات خارجية
- كريستيان فايدلر على موقع إي إس بي إن إف سي (الإنجليزية)
- كريستيان فايدلر على موقع قاعدة بيانات كرة القدم.إي يو (الإنجليزية)
- كريستيان فايدلر على موقع بيانات كرة القدم. دي إي (الألمانية)
- كريستيان فايدلر على موقع Soccerway.com (الإنجليزية)
- كريستيان فايدلر على موقع عالم كرة القدم.نت (الإنجليزية)